# Теодора Палеологина Ангелина Кантакузина
Теодора Палеологина Ангелина Кантакузина (на средногръцки: Θεοδώρα Παλαιολογίνα Άγγελίνα Καντακουζηνή, починала на 6 януари 1342 г.) е византийска аристократка от края на XIII и първата половина на XIV век, майка на император Йоан VI Кантакузин.

## Произход
Времето и мястото на раждането ѝ не са известни, а за произхода ѝ съществуват само недоказани предположения. В повечето източници тя се споменава или само с фамилията Кантакузина, вероятно наследена от съпруга ѝ, или с двойното фамилно име Палеологина Кантакузина. Само в един хрисовул е отбелязана като Палеологина Ангелина Кантакузина, което подсказва, че по някакъв начин произходът ѝ бил свързан с императорските фамилии на Палеолозите и Ангелите. Въпреки че на повече от едно място тя е спомената като леля на император Андроник III Палеолог, роднинските ѝ връзки с Палеолозите остават неизяснени. Според едно предположение тя е дъщеря на великия доместик Никифор Тарханиот и Мария Палеологина – по-голямата сестра на император Михаил VIII Палеолог. Според друга теория Теодора била дъщеря на известния генерал Хандрин и Теодота Главина Тарханиотиса, самата тя внучка на Мария Палеологина, и вероятно била родена между 1275 и 1280 г.

## Биография
Теодора била омъжена за неизвестен по име представител на семейство Кантакузини, който бил управител на Пелопонес между 1286 и 1294 г. и който починал към 1294 г., вероятно оставяйки Теодора бременна с единствения им син – бъдещия Йоан VI Кантакузин, когото Теодора отгледала и възпитала сама. Някои изследователи обаче, като Георгий Острогорски, без да посочват конретни източници, които да подкрепят твърденията им, приемат, че съпругът на Теодора и баща на Йоан VI Кантакузин е Михаил Кантакузин (ум. 1316),  управител на Морея между 1308 г. и смъртта си през 1316 г. Според гръцкия изследовател Аверикиос Пападопулос Теодора била майка на още две деца – син на име Никифор Кантакузин, севастократор, и неизвестна по име дъщеря, която била омъжена за великия логотет Константин Акрополит, сина на Георги Акрополит. В своята история синът ѝ Йоан VI я описва като способна жена, която била изключително веща в управлението на обществените дела. Никифор Григора също хвали нейното благоразумие, разсъдливост и находчивост. След избухването на гражданската война между Андроник II Палеолог и внук му Андроник III Палеолог, през декември 1321 г. Андроник III поверява на Теодора и съпругата си Ирина управлението на Димотика. През 1327 г. император Андроник III поверява на Теодора и грижите за втората му съпруга Анна Савойска, която прекарва последния етап от гражданската война в дома на Кантакузини в Димотика. Там Теодора помага на новата императрица да се адаптира към живота и обичаите в страната, да усвои езика и дворцовия церемониал. През 1328 г. Лъв Калотет преговаря директно с Теодора относно предложението за освобождаване на остров Хиос от окупацията на Генуа.
Освен всичко Теодора Кантакузина била и изключително богата, като притежавала обширни поземлени владения на остров Хиос и около Сяр в Македония: през май 1329 г. тя и синът ѝ дарили на Ватопедския манастир имот на острова и метоха „Свети Димитър“ в Сяр заедно с градините и пасищата му, а през октовмри 1338 г. дарили на манастира Кутлумуш храма „Елеуса“ в Сяр с целия му имот, който преди това откупили от константинополския манастир „Пантократор“. Богатствата ѝ освен това стигали дотам, че когато през декември 1322 г. средствата на Андроник III започнали да се изчерпват, Теодора финансирала със собствени пари кампанията му, позволявайки му да продължи борбата срещу дядо си.
След края на гражданската война през 1328 г. Теодора Кантакузина се установява трайно в Константинопол. Когато през януари 1330 г. Андроник III се разболял в Димотика, Теодора настоявала да разбере лично от императора какви са разпорежданията му относно участието на майка му Ксения (императрица Мария) в управлението, в случай че той почине преди нея. Интересът на Теодора бил продиктуван от факта, че императрицата майка отдавна таяла завист и неприязън към нея и семейството ѝ заради богатствата им и прекомерното им влияние над сина ѝ, а мерки трябвало да бъдат взети предварително, в случай че опасен опонент в лицето на императрица Мария се окаже начело на управлението. През 1335 г., когато император Андроник III отсъствал от Константинопол, Теодора помогнала на императрица Анна Савойска в разкриването на един заговор в столицата, целящ да убие императрицата и децата ѝ и да постави на престола по-малкия син на Андроник II.
Когато Йоан Кантакузин напуснал столицата през септември 1341 г., Теодора остава в града, за да е в подкрепа на императрица Анна Савойска и най-вероятно да защитава позициите на сина си в двореца. Поради това, след като през октовмри 1341 г. била обявена нова гражданска война между сина ѝ Йоан и останалите регенти, първият удар на режима в столицата бил насочен срещу Теодора – първоначално по заповед на императрицата тя е поставена под домашен арест, а заедно с нея били задържани внукът ѝ Андроник, за когото тя се грижела, и Ирина Палеологина – съпругата на по-големия ѝ внук Матей. По-късно през същата година Теодора Кантакузина е поставена под стража в тъмница, домът ѝ в близост до двореца бил съборен, а останалото от имущество ѝ в града било конфискуфано, като според Йоан Кантакузин, вместо да бъде внесено в хазната, с него се облагодетелсвали лично Алексий Апокавк и патриархът. В затвора Теодора е подложена на физически и материални ограничения, а също така била малтретирана, според слуховете, по заповед на Апокавк: пазачите я обиждали, измъчвали я с неверни слухове за смъртта на сина ѝ, оскъдните ѝ дажби подправяли, така че тя отказвала да ги яде, а през зимата не разрешавали килията ѝ да бъде отоплявана. При тези условия Теодора, която вече била в напреднала възраст, се разболяла от треска, но лечение не ѝ било осигурено. Същевременно състоянието ѝ било пазено в тайна от императрица Анна Савойска, която била уведомена за отношението към нея от сестрата на Андроник III, бившата българска царица Теодора Палеологина (монахиня Теодосия), която останала единствената близка приятелка на Теодора след началото на войната. Ужасена, императрицата изпратила своя лекар да се погрижи за Теодора Кантакузина в затвора, но хората на Апокавк не го допуснали до нея и дори го заплашили, че ще го обвинят в кантакузинизъм. Състоянието на Теодора бързо се влошило и тя починала на 6 януари 1342 г. Погребението ѝ в манастира „Кира Марта“ било организирано от Теодора Палеологина, която имала смелостта да обвини императрицата за жестокото отношение към Теодора.

## Цитирана литература
- ((ru)) Острогорский, Георгий (2011). История Византийского государства, https://azbyka.ru/otechnik/Istorija_Tserkvi/istorija-vizantijskogo-gosudarstva/8_2#source
- ((en)) Kazhdan, Alexander (ed) (1991). The Oxford Dictionary of Byzantium. Oxford and New York: Oxford University Press, ISBN 0-19-504652-8, COBISS.BG-ID: 1107246820, https://archive.org/details/odb_20210521/mode/2up
- ((en)) McLaughlin, Brian Steven (1 декември 2017). An Annotated Translation of John Kantakouzenos’ Histories, Book III, Chapters 1-30 [Doctoral Thesis, Royal Holloway, University of London], https://pure.royalholloway.ac.uk/files/29187058/2017mclaughlinbsphd.pdf
- ((en)) Melichar, Petra (2019). Empresses in Late Byzantium: Foreign Bride, Negotiator and a Pious Woman. Peter Lang, doi:10.3726/b15725, ISBN 978-3-631-79167-7
- ((en)) Nicol, Donald (1968). The Byzantine family of Kantakouzenos (Cantacuzenus) ca. 1100–1460: A Genealogical and Prosopographical Study, Dumbarton Oaks studies 11. Washington, District of Columbia: Dumbarton Oaks Center for Byzantine Studies, https://books.google.com/books?id=HqdBAAAAIAAJ
- ((en)) Nicol, Donald (1973). The Byzantine family of Kantakouzenos. Some Addenda and Corigenda. – Dumbarton Oaks Papers, 27. Washington, District of Columbia: Dumbarton Oaks Center for Byzantine Studies, 1973, https://www.jstor.org/stable/1291347
- ((en)) Nicol, Donald (1996). The Reluctant Emperor: A Biography of John Cantacuzene, Byzantine Emperor and Monk, c. 1295–1383. Cambridge, United Kingdom: Cambridge University Press, ISBN 978-0-521-52201-4, http://books.google.com/books?id=7tHftJBbH8sC
- ((de)) Papadopulos, Averikios Th. (1938). Versuch einer Genealogie der Palaiologen, 1259-1453. München: Pilger, Speyer a. Rh., https://books.google.com/books?id=cEMfAAAAMAAJ
- ((de)) Papadopulos, Averikios Th. (1962). Versuch einer Genealogie der Palaiologen. Ámsterdam: Adolf M. Hakkert, https://books.google.com/books?id=d9oxAQAAIAAJ
- ((fr)) Sturdza, M. D. (1999). Dictionnaire Historique et Généalogique des Grandes Familles de Grèce, d'Albanie et de Constantinople (2e edition). Paris, https://archive.org/details/sturdza-grandes-familles-de-grece-d-albanie-et-de-constantinople.-dictionnaire-historique/page/n4/mode/1up
- ((de)) Trapp, Erich; Beyer, Hans-Veit; Walther, Rainer et al. (2001) [1976–1996]. 10942 Καντακουζηνή, Θεοδώρα Παλαιολογίνα Άγγελίνα (Kantakuzene, Theodora Palaiologina Angelina). – Prosopographisches Lexikon der Palaiologenzeit, CD-ROM. Wien: Verlag der Österreichischen Akademie der Wissenschaften, ISBN 3-7001-3003-1, https://archive.org/details/ErichTrappProsopographischesLexikonDerPALAIOLOGENZEIT/mode/2up